# Къркларелиспор
„Къркларелиспор“ (на турски: Kırklareli Spor Kulübü) e турски футболен клуб от Лозенград, вилает Лозенград. 
През сезон 2019/20 на 1/8 финалите отстраняват с 1:1 и 0:0 Истанбул Башакшехир за Купата на Турция.

## Успехи
- 3 лига:
  -  Второ място (1): 1999/2000